# Gente (revista peruana)
Gente fue una revista del Perú fundada en 1957 por Enrique Escardó Vallejo-Gallo.  Dejó de circular en el 2017, aunque mantiene una versión electrónica denominada Revista Gente Internacional. No tiene ningún vínculo con la revista argentina del mismo nombre.

## Historia
En 1957 Enrique Escardó Vallejo-Gallo era un joven de 23 años, miembro de una familia acomodada limeña. Trabajaba como periodista en el diario La Crónica, donde tenía la columna titulada «Tribuna juvenil». Su meta era lanzar una publicación periódica del tipo magazín, que no estuviera tan orientada a la política y que diera cabida a la vida de la alta sociedad. Para ello convocó a un grupo de amigos en el local del Cream Rica del Jirón de la Unión, invitándoles a sumarse a su proyecto. Entre los jóvenes asistentes a la reunión estaban Manuel Jesús Orbegozo, Mario Castro Arenas, Antonio Olivas Caldas, Luis Lissón, Luciano Ruiz de Navarro ("Ráfagas"),  Milton von Hesse Bonilla. Aunque la idea era aparentemente descabellada, se llegó a concretar y la publicación fue bautizada como Gente.
El 20 de mayo de 1957 Gente salió a las calles con una tirada de tres mil ejemplares; cada uno costaba tres soles. Su oficina principal se ubicó en la Avenida Nicolás de Piérola N.º 463, Lima, en el tercer nivel. Su subtítulo tuvo variantes: la gran revista de Hispanoamérica; revista ilustrada peruana; una revista completa para toda la familia. En su época de apogeo, que fue entre los años 1960 y 1990, apareció subtitulada como «La Gran Revista del Perú» y su estribillo publicitario era «Gente, para la gente inteligente». Su frecuencia de aparición, que al principio era mensual, se hizo quincenal a principios de los años 1970, y luego semanal, saliendo todos los jueves.
Gente se convirtió en una publicación importante e influyente, al lado de otras revistas contemporáneas como Caretas y Oiga. A pesar de que no era un medio esencialmente político, sufrió una primera clausura durante el gobierno dictatorial de Juan Velasco Alvarado. Su mismo director llegó a tener arresto domiciliario e incluso fue internado en el penal de Lurigancho. Y ante una inminente deportación, se vio obligado a asilarse en la embajada de Bolivia, hasta que el gobierno, presionado por la opinión pública, le dio las garantías necesarias para que continuara con su labor periodística. Durante la segunda fase de la dictadura (gobierno de Francisco Morales Bermúdez), Gente sufrió otras dos clausuras y confiscaciones.
A fines de los años 1990, empezó el declive de la revista. Su director fue acusado de vender su línea editorial al gobierno de Alberto Fujimori. A mediados de la década de 2010 dejó de aparecer semanalmente y empezó a salir cada 45 días. A fines de 2017, coincidiendo con sus 60 años de vida, dejó de editarse. Su director-fundador falleció en 2021.

## Actividad promocional
Cada fin de año entregaba su ranking de personajes destacados en el Perú y en el mundo. Creó también el concurso de «La Chica del Año», cuyas participantes aparecían en las portadas de la revista, en fotografías a todo color. La primera ganadora de este concurso fue Marita Sosa Prado, en 1959. La revista auspició también el concurso de Miss Perú Mundo.
En los años 1980 y principios de los años 1990, obsequió a sus lectores diversas colecciones de libros: el Diccionario Larousse, los mejores libros de la literatura española, la historia universal de Carl Grimberg, la Enciclopedia Espasa-Calpe, las Tradiciones Peruanas, entre otras. En total, y a lo largo de siete años, obsequió más de treinta millones de libros de formato menor.